# Sweltsa urticae
Sweltsa urticae är en bäcksländeart som först beskrevs av William Edwin Ricker 1952.  Sweltsa urticae ingår i släktet Sweltsa och familjen blekbäcksländor. Inga underarter finns listade i Catalogue of Life.